# 2312 Duboshin
Duboshin (asteróide 2312) é um asteróide da cintura principal com um diâmetro de 54,94 quilómetros, a 3,395367 UA. Possui uma excentricidade de 0,1460529 e um período orbital de 2 895,88 dias (7,93 anos).
Duboshin tem uma velocidade orbital média de 14,93705069 km/s e uma inclinação de 5,18687º.
Esse asteróide foi descoberto em 1 de Abril de 1976 por Nikolai Chernykh.